# TV Liberdade (Aracaju)
TV Liberdade (ou Liberdade TV) é uma emissora de televisão brasileira com sede em Aracaju, porém concessionada em Barra dos Coqueiros, respectivamente capital e cidade do Estado de Sergipe. Opera no canal 3.1 (32 UHF digital) e é afiliada a TV Verdade. É administrada pela Fundação Brasil Ecoar, que também administra a TV Baiana de Salvador, a Liberdade FM de Aracaju e a Líder FM de Camaçari.

## História
A emissora foi fundada em 14 de janeiro de 2019 por meio de uma concessão pertencente a Fundação Ecológica Natureza e Vida, operando no canal 5.1 virtual. O primeiro programa exibido foi o De Olho na Cidade, a exemplo do programa que já existia em Salvador.
Em 29 de agosto de 2020, a emissora mudou de canal para o 3.1 virtual, por motivo da ocupação do canal 5 virtual pelas emissoras legislativas (TV Senado no 5.1, TV Alese no 5.2, TV Câmara Municipal de Aracaju no 5.3 e TV Câmara no 5.4). 
Em janeiro de 2021, o canal digital 14 passou a transmitir a TVC, emissora educativa afiliada a TV Cultura, enquanto a TV Liberdade passou a ocupar uma concessão própria da Fundação Brasil Ecoar no canal digital 32.

## Sinal digital
| Canal virtual | Canal digital | Resolução de tela | Programação                                        |
| ------------- | ------------- | ----------------- | -------------------------------------------------- |
| 3.1           | 32 UHF        | 1080i             | Programação principal da TV Liberdade / TV Verdade |

## Programas
- De Olho na Cidade: De segunda a sexta (a partir das 11h às 11h50min)